# タマーラ・トゥマーノワ

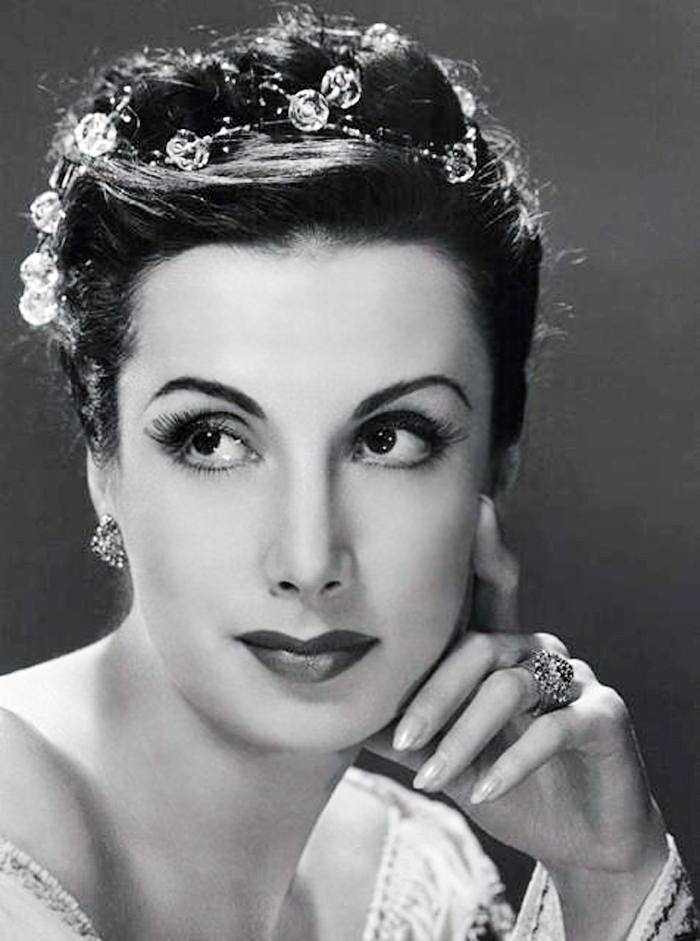
1940年代に撮影されたポートレイト

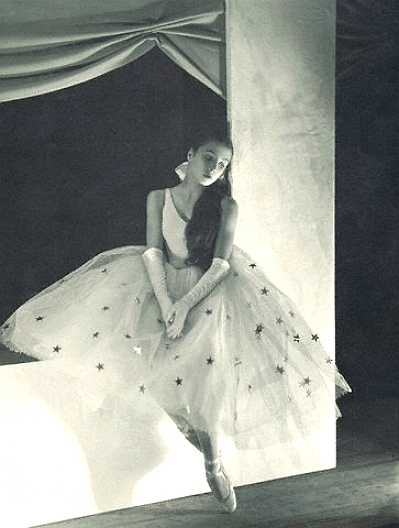
タマーラ・トゥマーノワ

タマーラ・トゥマーノワ（Тамара Туманова / Tamara Toumanova, 1919年3月2日 - 1996年5月29日）は、ロシア生まれのバレエダンサー。
チュメニで生まれる。両親はグルジア人で、本名はタマラ・トゥマニシヴィリ（Tamara Tumanishvili）である。
ロシア革命によりロシアを脱出、日本を経て上海に住んだ。4歳の時パリへ行き、オリガ・プレオブラジェンスカの門下生となり、天才少女舞踊家として名をなした。1929年パリのオペラ座に特別出演、「ジャンヌの扇」を踊る。ジョージ・バランシンに認められ、1932年にバレエ・リュス・ド・モンテカルロに参加。翌年、バランシンの「バレエ1933年」に参加。以来、バレエ・リュス・ド・モンテカルロをはじめ、オペラ座、スカラ座に出演し、世界的な舞姫として成功した。古典もモダンも踊っており、そのレパートリーは広い。映画やミュージカルにも出演している。
ハリウッドへ移り、アメリカ国籍を取得した。
1996年、カリフォルニア州サンタモニカで死去。